# Lekcja białoruskiego
Lekcja białoruskiego – polski film dokumentalny z 2006 roku w reżyserii Mirosława Dembińskiego, opowiadający o wydarzeniach związanych z wyborami prezydenckimi na Białorusi w 2006 roku. Przedstawia walkę białoruskiej młodzieży przeciwko reżimowi Aleksandra Łukaszenki - pokazane są działania kilku białoruskich prodemokratycznych działaczy przez cztery tygodnie poprzedzających wybory 19 marca 2006 r. 
Obraz zdobył wiele nagród festiwalowych, m.in. na MFF w Krakowie, Pradze i Amsterdamie.
W 2008 roku płyta CD z filmem i kilkoma innymi dyskami stała się pierwszym produktem informacyjnym, który białoruski sąd uznał za ekstremistyczny.

## Fabuła
W filmie 18-letni Franak Wiaczorka, działacz młodzieżowy Białoruskiego Frontu Ludowego, przygotowuje się wraz z przyjaciółmi do wyborów prezydenckich. Ich działalność obejmuje rozdawanie gazet, roznoszenie ulotek, organizowanie koncertów rockowych, komponowanie protest songów i przeprowadzanie wywiadów z kandydatem opozycji, Alaksandrem Milinkiewiczem. Poza przewodnim tematem wyborów, film porusza też pokrótce kwestię uwięzienia ojca Franka, Wincuka Wiaczorki, nauczyciela w zakazanym przez władze Białoruskim Humanistycznym Liceum im. Jakuba Kołasa, którego Franak i wielu jego przyjaciół są absolwentami.
Wydarzenia osiągają punkt kulminacyjny w nocy 19 marca, kiedy zostają ogłoszone wyników wyborów. Po podejrzanie wysokim zwycięstwie Łukaszenki, działacze i zwolennicy opozycji wychodzą na ulice w proteście, wielu z nich zakłada „miasteczko namiotowe” na placu Październikowym w Mińsku. Do nocy 23 marca rozlokowana zostaje policja, aby usunąć wszystkich protestujących.
Dwa dni później, 25 marca, białoruska policja w Dniu Wolności brutalnie pacyfikuje demonstrantów, kilkoro zatrzymuje, w tym Alaksandara Milinkiewicza. Pod koniec filmu ojciec Franka zostaje zwolniony z aresztu. Rewolucja kończy się niepowodzeniem, lecz zdaniem Franka koniec Łukaszenki jest bliski.